# Philippe Glogowski
Pour les articles homonymes, voir Glogowski.
Philippe Glogowski, né le 16 juin 1960 à Charleroi (province de Hainaut), est un scénariste, dessinateur réaliste et lettreur de bande dessinée belge.

## Biographie

### Jeunesse et formation
Philippe Glogowski naît le 16 juin 1960 à Charleroi. Il raconte dans le film Lettre et bande dessinée de Florence Lafargue-Mislov (2020), que c'est à l'âge de 17 ans qu'il présente ses planches à Vittorio Leonardo alors en charge d'un cours de bande dessinée à Châtelet, repéré pour son lettrage, il est conseillé par ce dernier. Puis, il s'inscrit à de l'Académie royale des beaux-arts de Bruxelles, en section Arts graphiques dont il sort diplômé en 1982. En même temps, il est aussi élève à l'Académie de Châtelet. 

### Carrière
Une place de lettreur se libérant au journal Robbedoes la version néerlandophone du journal Spirou, il va réaliser le lettrage des planches qui y paraissent et s'établit comme graphiste indépendant en 1985,. En 1990, il publie son premier album : Le Serment de Prato - Les Lansquenets dans la collection « Soleil noir » aux éditions Soleil. En 1992, il fait son entrée au journal Spirou avant de publier des bandes dessinées historiques où il signe un premier court récit sur un scénario de Jean-François Di Giorgio, il en signera encore seul 4 autres de 1993 à 1994, d'autre part, il travaille également au Studio Leonardo.
Il réalise seul un album sur la vie de Hubert de Liège Le Grand Cerf blanc - La légende de Saint Hubert aux Éditions Van Ther en 1998, tout en étant toujours lettreur chez Dupuis, puis ce passionné d'Histoire et féru de football, Glogowski participe à l'album collectif dont C'est fou le foot sans les règles (Pictoris Studio 1998). 
Il enchaîne avec Le Cahier (Ypres, 1916-1918) publié aux Éditions Van Ther en 2000, album qui lui vaut le prix CRIABD la même année. 
Philippe Glogowski doit interrompre son travail sur Les Fantômes de Verdun, l'éditeur ne respectant pas son contrat, il est en procès en juillet 2001. De 2002 à 2005, il dessine sur des scénarios de Guy Lehideux, l'Histoire de la Légion étrangère en quatre volumes publiés aux Éditions du Triomphe, la mise en couleur étant assurée par son ami Vittorio Leonardo. Pour le même éditeur, dans la collection « Le vent de l'histoire », il commence en 2002, le diptyque Avec Massoud en collaboration avec J. Kada sur un scénario de Serge Saint-Michel, le second tome paraissant en 2008. De 2007 à 2008, il réalise encore une fois seul le diptyque La Grande Guerre dans la collection « Le vent de l'histoire » aux Éditions du Triomphe.
En 2009, il dessine le triptyque Le Trésor du Puy-du-Fou sur un scénario de Coline Dupuy et Thibaut Dary aux Éditions du Triomphe qu'il achève en 2012.
En 2011, il dessine le récit autobiographique de Véronique Jannot dans Tibet - L'Espoir dans l'exil aux Éditions du Signe ainsi que le récit consacré à l’Hôtel des Invalides dans Les Invalides sur un scénario de Guy Lehideux pour le même éditeur dans la collection « Des Monuments - des Hommes » dont le tirage s'élève à 10 000 exemplaires.
Puis en 2013, à l’occasion des 130 ans de l’ORT, la division belge de l’organisation publie une bande dessinée historique Mazal la bonne étoile - Histoire de l'ORT et sa destinée dessinée par l'auteur sur un scénario de Lionel Courtot aux Éditions du Signe, puis il revient à sa passion et s'intéresse à l'équipe de Belgique de football Les Diables Rouges et écrit le scénario de trois albums pour le dessinateur Renaud dans la collection « Sports collection » aux éditions TJ : Le Pari (2013), L'Exploit (2014), Les Diables à l'Euro (2016). Fin 2013, à l'occasion de la commémoration officielle du centième anniversaire de la Première Guerre mondiale, il dessine Ypres memories, dans la collection « History Collection » aux toutes jeunes éditions TJ, l'album traduit en anglais est choisi comme bande dessinée officielle du Flanders Fields Memorial Garden à Londres. 
En 2014, il revient au football d'abord avec un album consacré à l'équipe de France intitulé Allez les bleus en collaboration avec Maurice Loiseau et Renaud publié dans la collection « Sports collection » aux éditions TJ, puis il s'intéresse au club de Manchester United avec la série éponyme dont le premier volume intitulé La BD officielle - Volume 1 est publié dans la même collection. En 2020, cet album s'est vendu à 60 000 exemplaires. Il participe au collectif Volume 1 de la série Paroles de Scouts avec Les Garçons de Brownsea dans la même collection, mais il n'existe pas de volume 2.
En 2015, il scénarise la bande dessinée officielle du XV de France, en vue de la coupe du monde de rugby 2015 qui se déroule en Angleterre pour Thomas Liera aux éditions TJ (2 tomes).
Avec Les Fantômes de Katyn, il dessine l'histoire du massacre perpétré en ce lieu en 1940 dans la collection « Le vent de l'histoire » aux Éditions du Triomphe en 2017. L'année suivante, il dessine et met en couleurs Harkis - Fidélité et Abandon ainsi que le premier tome d'un diptyque consacré au corps de cavalerie des Spahis Histoire des Spahis qui s'achève l'année suivante sur un scénario de l'historien militaire Patrick de Gmeline dans la collection « Le vent de l'histoire » aux Éditions du Triomphe. Il inaugure la collection « Sport Collection » des éditions Dupuis en 2019 avec le premier tome de la série consacrée au club de football Arsenal : The Game We Love, le second tome The Choice paraît en 2021.
En 2020, il dessine avec Léonardo Palmisano comme co-auteur, un album Avec Kœning qui rend hommage à la figure de la Légion étrangère Pierre Kœnig dont le commanditaire est la Fondation de la France libre,, sur un scénario de Patrick de Gmeline dans la collection « Le Vent de l'histoire » aux Éditions du Triomphe. De 2020 à 2021, il dessine de même le diptyque historique Hussards de Bercheny. 
En 2021, c'est au tour du club de football auquel il est attaché le Sporting de Charleroi, son 36e album qu'il réalise seul dans la collection « Sports collection » aux éditions TJ. Pour Gerado , il scénarise L'Épopée aéronautique d’Alfred Renard dans la collection « Corporate Collection » aux TJ.
En 2022, il scénarise l'histoire sa ville natale avec Charleroi - Des origines à nos jours pour le dessinateur Gerardo Balsa, publié dans la collection « Cities Collection » aux éditions TJ. La même année, il dessine assisté de Léonardo Palmisano, le one shot Avec le Maréchal Juin sur un scénario de Patrick de Gmeline dans la collection « Le Vent de l'histoire » aux Éditions du Triomphe.
En 2023, il réalise toujours à quatre mains le troisième tome de la série Les Aventures du Colonel Mareuil intitulé Prisonnières du désert sur un scénario de Marc Chassillan et Patrick Deschamps dans la collection « La Piqûre du Scorpion » aux Éditions du Triomphe. Cette série d'aventures se déroulant dans un futur proche met en scène le colonel Mareuil confronté à une organisation menaçant l'équilibre mondial. Il sort également Du Guesclin, connétable de France sur Bertrand du Guesclin aux mêmes éditions. Avec Mamba noir, il sort le cinquième tome de la série de géopolitique-fiction Les Aventures du Colonel Mareuil en 2025.

### Lettreur
En tant que lettreur, Glogowski travaille sur un très grand nombre d'albums pour des auteurs tels Giardino, Gibrat, Hausman, Michetz, Munuera, Pellejero et Pratt,. Selon Didier Pasamonik, Glogowski est l'un des derniers professionnels du lettrage manuel mais qui réalise avec Olivier Dossogne une police numérique pour l'ouvrage Rosy, c'est la vie !.

### Vie privée
Glokowski demeure à Aiseau-Presles en 2001 et il est établi dans l'entité de Walcourt à Castillon en novembre 2019.

## Œuvre

### Albums de bande dessinée
Classement chronologique

### Collectifs
- C'est fou le foot sans les règles, Pictoris studio, mai 1998
Scénario : collectif - Dessin : collectif dont Glogowski - Couleurs : quadrichromie -  (ISBN 2-84153-100-7).

### Expositions
- Expo-vente des originaux de la bande dessinée Sporting de Charleroi, Galerie des bulles, Charleroi en janvier 2022[49].

## Prix et récompenses
- 2000 :  prix du CRIABD pour Le Cahier (Ypres, 1916-1918) aux Éditions Van Ther[1].